# Irena Grosz

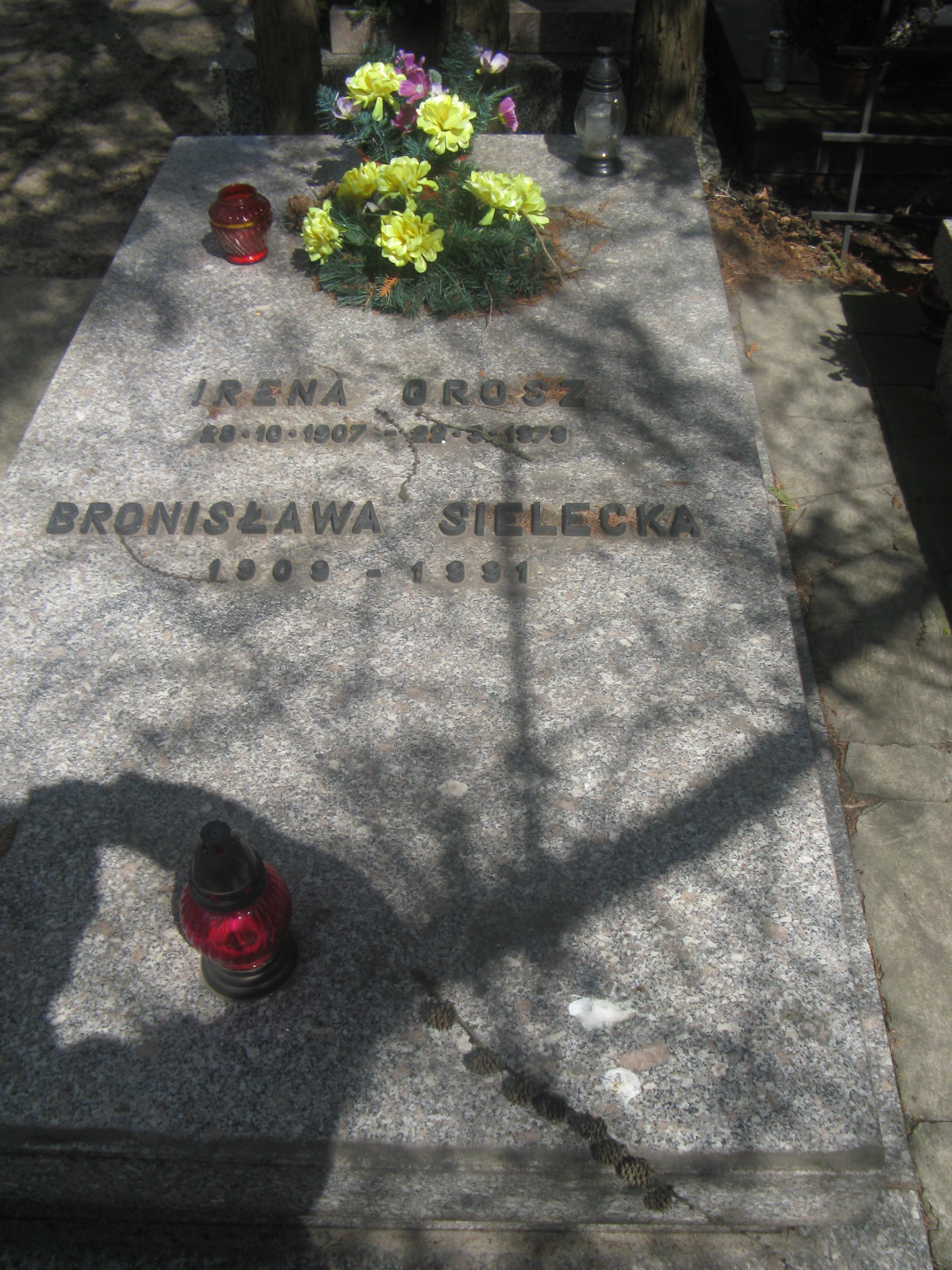
Grób Ireny Grosz na cmentarzu Wojskowym na Powązkach

Irena Grosz (ur. 28 października 1907 w Warszawie, zm. 22 marca 1979 tamże) – działaczka komunistyczna, oficer polityczny ludowego WP, dziennikarka, publicystka.

## Życiorys
Urodzona w żydowskiej rodzinie pracownika handlowego Marcelego Sznajberga (Sznejberga). Do 1924 była uczennicą żeńskiego gimnazjum matematyczno-przyrodniczego, później studiowała matematykę na wydziale filozoficznym UW (interesowała się głównie logiką i teorią mnogości), przerwała studia z powodu trudnych warunków materialnych. Podczas studiów wstąpiła do ZNMS „Życie”. Od 1927 wykonywała prace kontraktowe dla GUS przy badaniach nad budżetami rodzin robotniczych i bezrobotnych w Warszawie. 1927–1931 współpracowała z Centralnym Wydziałem Rolnym KC KPP, a 1934–1938 z Centralną Redakcją KPP. Należała też do MOPR. 1934 opracowała ankietę o warunkach produkcji gorzelni rolniczych w Polsce i na tej podstawie została referentem działu rolnictwa w Instytucie Badania Koniunktur Gospodarczych i Cen, a od 1 czerwca 1935 w Departamencie Ekonomicznym Ministerstwa Rolnictwa i Reform Rolnych, gdzie zajmowała się statystyką zapasów zbożowych i produkcji cukru. Zamieszczała publikacje na te tematy w „Polsce Gospodarczej” i „Pracach Instytutu Badania Koniunktur Gospodarczych i Cen”. W 1939 odsunięta od tych prac z powodu swoich powiązań komunistycznych i ze względu na objęcie spraw aprowizacji tajemnicą wojskową. We wrześniu 1939 wraz z mężem Izaakiem udała się do Równego, gdzie krótko brała udział w wydawaniu lokalnej gazetki, później do Lwowa, gdzie pracowała w Biurze Organizacyjnym związków zawodowych. Od stycznia 1940 korespondentka działu rolnego lwowskiego dziennika „Czerwony Sztandar”, od września 1940 do maja 1941 statystyk w administracji gospodarczej, następnie wróciła do redakcji. W czerwcu 1941 ewakuowana do Charkowa, we wrześniu 1941 została przyjęta do Zarządu Politycznego Frontu Południowo-Zachodniego (później Stalingradzkiego) Armii Czerwonej i skierowana do pracy w redakcji polskojęzycznej rozgłośni frontowej i gazetki frontowej „Wolność”. Od stycznia 1942 brała udział w organizowaniu redakcji polskojęzycznej rozgłośni radiowej w Saratowie, od października 1942 pracowała w redakcji polskojęzycznej rozgłośni moskiewskiej. Po powstaniu ZPP wstąpiła do tej organizacji. Od IX 1943 w Armii Polskiej w ZSRR w stopniu chorążego, przydzielona do Wydziału Polityczno-Wychowawczego 2 DP im. J.H. Dąbrowskiego jako instruktor, potem wykładowca. Od grudnia 1943 jako starszy instruktor przeniesiona do tego samego wydziału w 1 Korpusie Polskich Sił Zbrojnych w ZSRR, a kwietnia 1944 do ośrodka uzupełnień w Sumach. Od lipca 1944 w Lublinie była szefem Wydziału Propagandy Głównego Zarządu Polityczno-Wychowawczego WP. Od 29 sierpnia 1944 w PPR, IX 1944 skierowana przez KC PPR do organizowania podziału ziemi obszarniczej w powiecie przemyskim. W marcu 1945 zwolniona z wojska w stopniu kapitana, od 1 kwietnia 1945 pracowała w Zarządzie Głównym (ZG) Związku Samopomocy Chłopskiej (ZSCh), gdzie była kierownikiem Wydziału Organizacyjnego i członkiem Prezydium ZG. Została posłanką do KRN z ramienia ZSCh. Od października 1946 pracownica Komisji Wiejskiej „Społem”, od października 1947 zastępca redaktora naczelnego, a od 1949 do 1 września 1971 redaktor naczelna gazety „Rolnik Polski” (od 1952 „Gromada – Rolnik Polski”). Dążyła do uczynienia z pisma ośrodka skupiającego inicjatywy społeczne wsi i nawiązania ścisłego kontaktu z czytelnikami. Od 1 września 1971 na rencie dla zasłużonych. Należała do inicjatorów objęcia całej wsi systemem ubezpieczeń społecznych, działała społecznie m.in. jako sekretarz (1951–1954) Rady Nadzorczej Centrali Spółdzielni Rolniczych „Samopomoc Chłopska”, członek Komitetu Dzielnicowego (KD) PZPR Warszawa-Śródmieście (1957–1961) i członek Stałej Komisji Rolnej Międzynarodowego Biura Pracy.
Zmarła w Warszawie. Pochowana na cmentarzu Wojskowym na Powązkach (kwatera B37-2-1).

## Ordery i odznaczenia
- Order Sztandaru Pracy II klasy
- Złoty Krzyż Zasługi (25 listopada 1947)[2]
- Medal 10-lecia Polski Ludowej (15 stycznia 1955)[3]